# Manuel Corrales González
Manuel Corrales González, artísticamente conocido como El Mimbre (Sevilla, 1948 - ibíd., 5 de junio de 2001) fue un bailarín español.

## Biografía
Hermano de las bailaoras Pepa y Matilde Coral, de la mano de la primera se inició en el baile flamenco. Debutó en el Cortijo el Guajiro, en la misma localidad de Sevilla, un tablao flamenco por donde pasó desde Manolo Escobar a Juan Peña El Lebrijano y que fue una auténtica escuela de baile para Manuel Corrales. Pasado un tiempo se incorporó al Ballet de Manuela Vargas, donde destacó por «su elegancia trianera, barroco braceo y desplante natural». Se le reconoce la creación de las conocidas y populares «sevilanas de silla» y se le adscribe a la Escuela sevillana de baile. Trabajó como profesor de baile en la academia de su hermana Matilde y participó en, prácticamente, todos los concursos y bienales flamencas de España. Recorrió Europa y América y fue reconocido con diferentes galardones en España, Bélgica, México y Estados Unidos.